# Ctenucha abbreviata
Ctenucha abbreviata är en fjärilsart som beskrevs av Max Wilhelm Karl Draudt 1915. Ctenucha abbreviata ingår i släktet Ctenucha och familjen björnspinnare. Inga underarter finns listade i Catalogue of Life.